# Torskär, Rådmansö

Torskär är en ö i Rådmansö socken, Norrtälje kommun, längst ut i Söderarms skärgård. Den är mest känd som platsen för Söderarms fyr.
Innan fyren uppfördes fanns under 1600-talet en vårdkase på ön, vilken enligt ett dokument från 1714 sköttes av bönderna i Vätö socken. Åtminstone 1691 fanns en båk placerad här. Den ersattes 1839 av den nuvarande fyrbyggnaden. Under Krimkriget förbands ön med Arholma och Furusund via en optisk telegraf. Samtidigt inrättades en lotspassnings-, väder- och livräddningsstation på ön. I slutet av 1800-talet bodde tio familjer här och skolundervisning bedrevs för 17 barn. Flera ristningar på hällarna och en labyrint finns på ön. Fyren automatiserades på 1980-talet varvid fyrens bemanning avvecklades. Sjöbevaktningstornet på ön var dock bemannat fram till slutet av 1990-talet. Torskär har även ingått i Spärren Söderarm som skapades genom 1933 års försvarsbeslut och flera bunkrar finns på ön.